# Allonais chelata
Allonais chelata är en ringmaskart som först beskrevs av Ernst Marcus 1944.  Allonais chelata ingår i släktet Allonais och familjen glattmaskar. Inga underarter finns listade i Catalogue of Life.